# Antônio Abramović
Antônio (português brasileiro) ou António (português europeu) (em montenegrino: Антоније; 16 de julho de 1919, Orahovac, Condado de Kotor, Reino da Iugoslávia - 18 de novembro de 1996, Podgorica, República de Montenegro, Sérvia e Montenegro), nascido Ilija Abramović, foi um arquimandrita ortodoxo que se tornou o primeiro Primaz da Igreja Ortodoxa Montenegrina canonicamente não reconhecida, servindo de 1993 a 1996. Ele foi denominado como Sua Beatitude o Arcebispo de Cetinje e Metropolita de Montenegro.